# 南京师范大学
32°03′21.61″N 118°45′52.27″E / 32.0560028°N 118.7645194°E

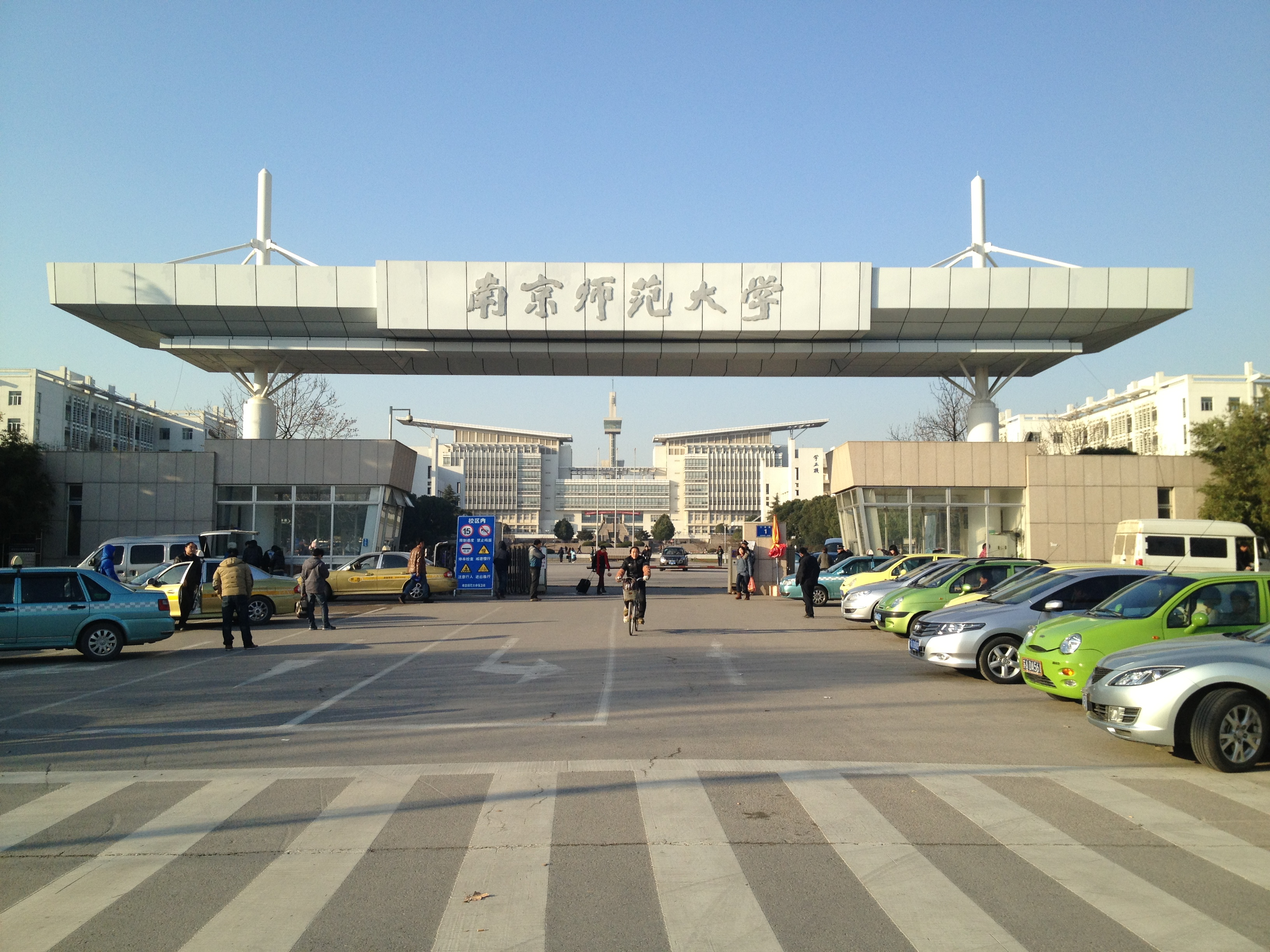
南师大仙林校区校门

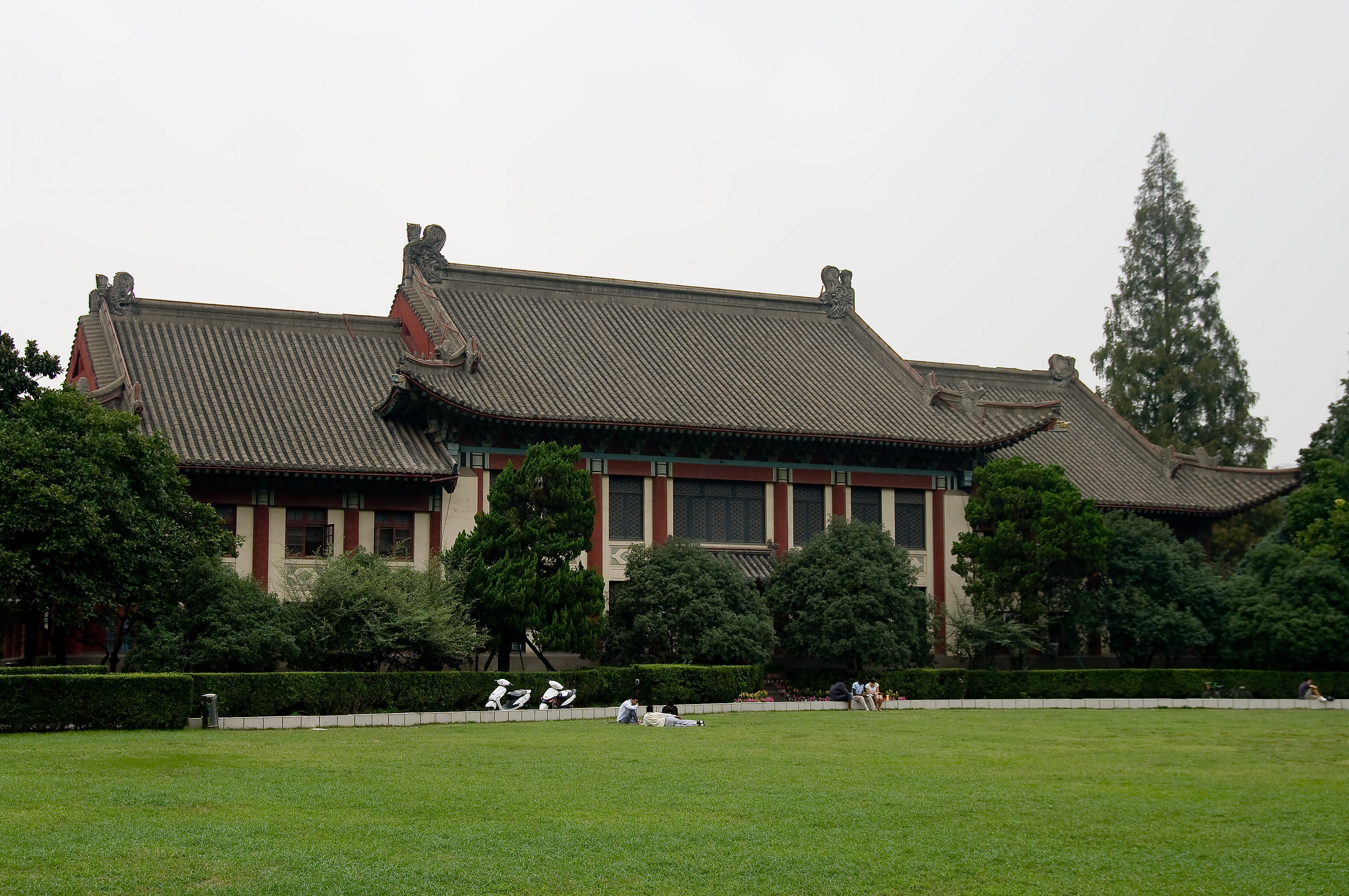
南京师范大学随园校区主楼

南京师范大学，简称南师或南京师大，坐落于中华人民共和国江苏省省会南京市，是一所以师范为特色的綜合性大學，如今是中华人民共和国国家“211工程”重点建设大学，由江苏省人民政府和中华人民共和国教育部共建。
学校主源可追溯到1902年創建的三江師範學堂，1952年南京高校院系调整时，在原南京大学师范学院和金陵大学有关系科基础上组建南京师范学院，1984年改为现名。现有三个校区，分别是仙林、隨園、紫金，其中的紫金校区自2019年起不再作教学使用，升级改造成南师大玄武科技园。未来还将在六合产业科技创新港雄州新城建设灵岩校区。

### 历史沿革

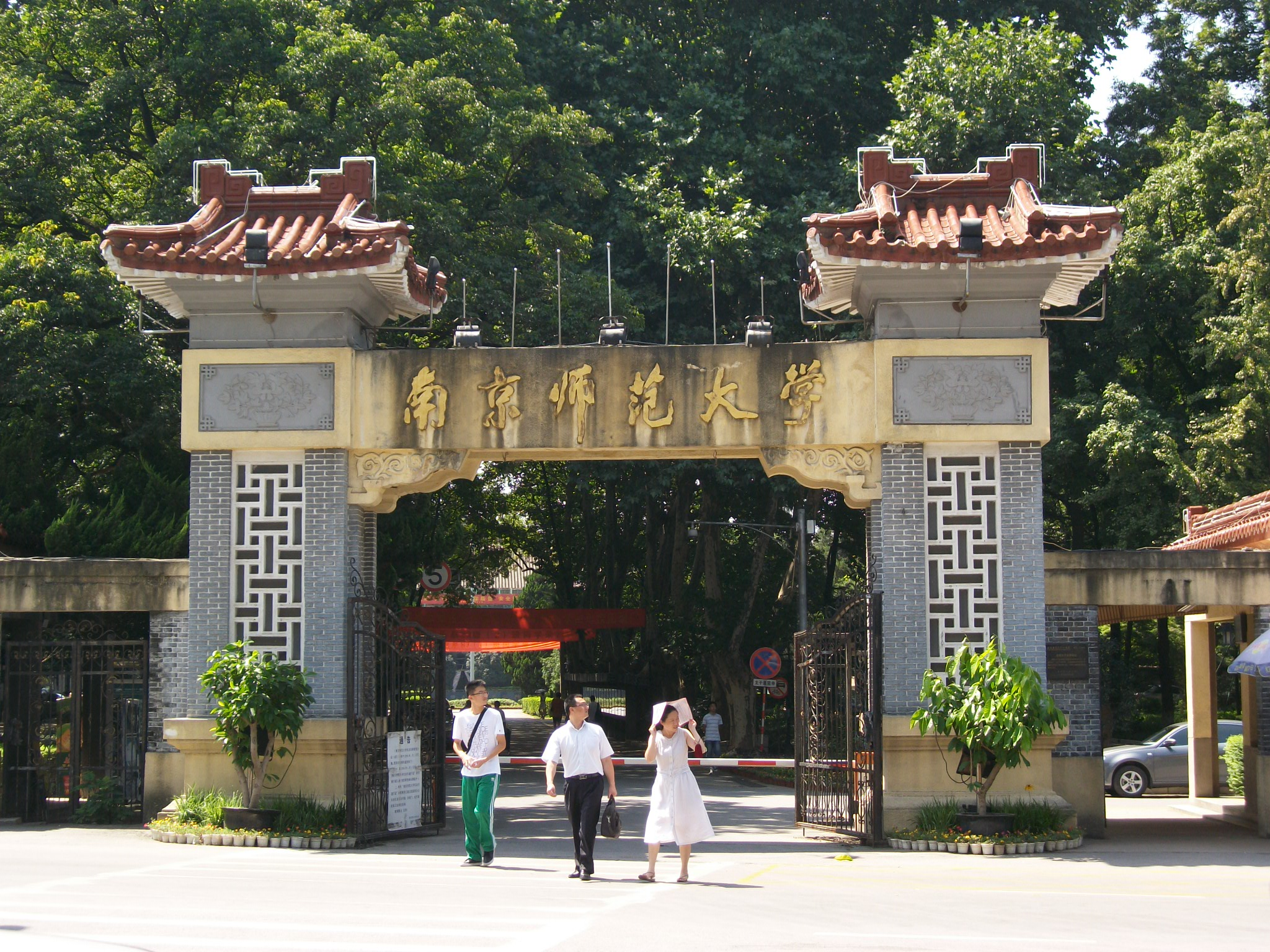
南師大隨園校區正門

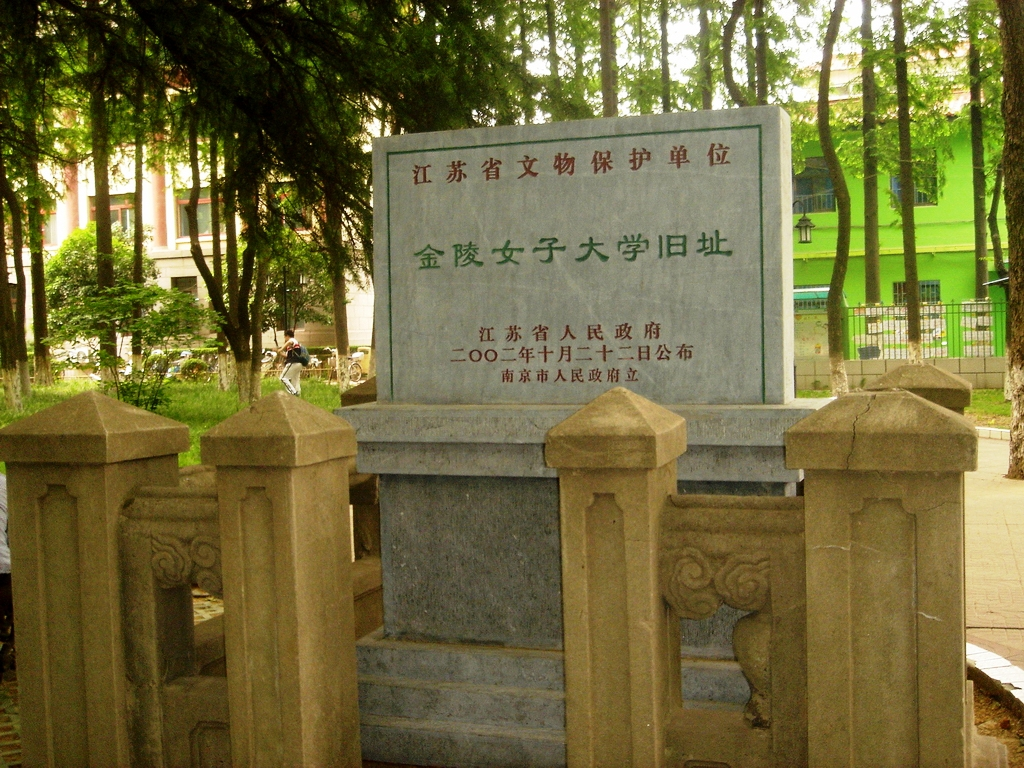
南京市的全国重点文物保护单位——金陵女子大学旧址

- 1902-1906 三江师范学堂（教育学）
- 1906-1911 两江师范学堂（教育学）
- 1914-1923 南京高等师范学校教育科
- 1921-1927 东南大学教育科
- 1927-1949 中央大学师范学院
- 1949-1952 南京大学师范学院
- 1952-1984 南京师范学院
- 1984- 南京师范大学

1952年院系调整，以南京大学师范学院为基础，合并原金陵女子文理学院、金陵大学师范教育有关科系，独立建校，在原金陵女子文理学院校址组建南京师范学院。
1984年1月，南京师范学院改名南京师范大学。2000年3月，南京动力高等专科学校并入南京师范大学，原址成为南师大紫金校区。该校区于2019年7月2日停止使用并改造成南京师范大学紫金科技园。南京师范大学逐渐建成以师范为特色的综合性教学研究型大学。

### 历任校长

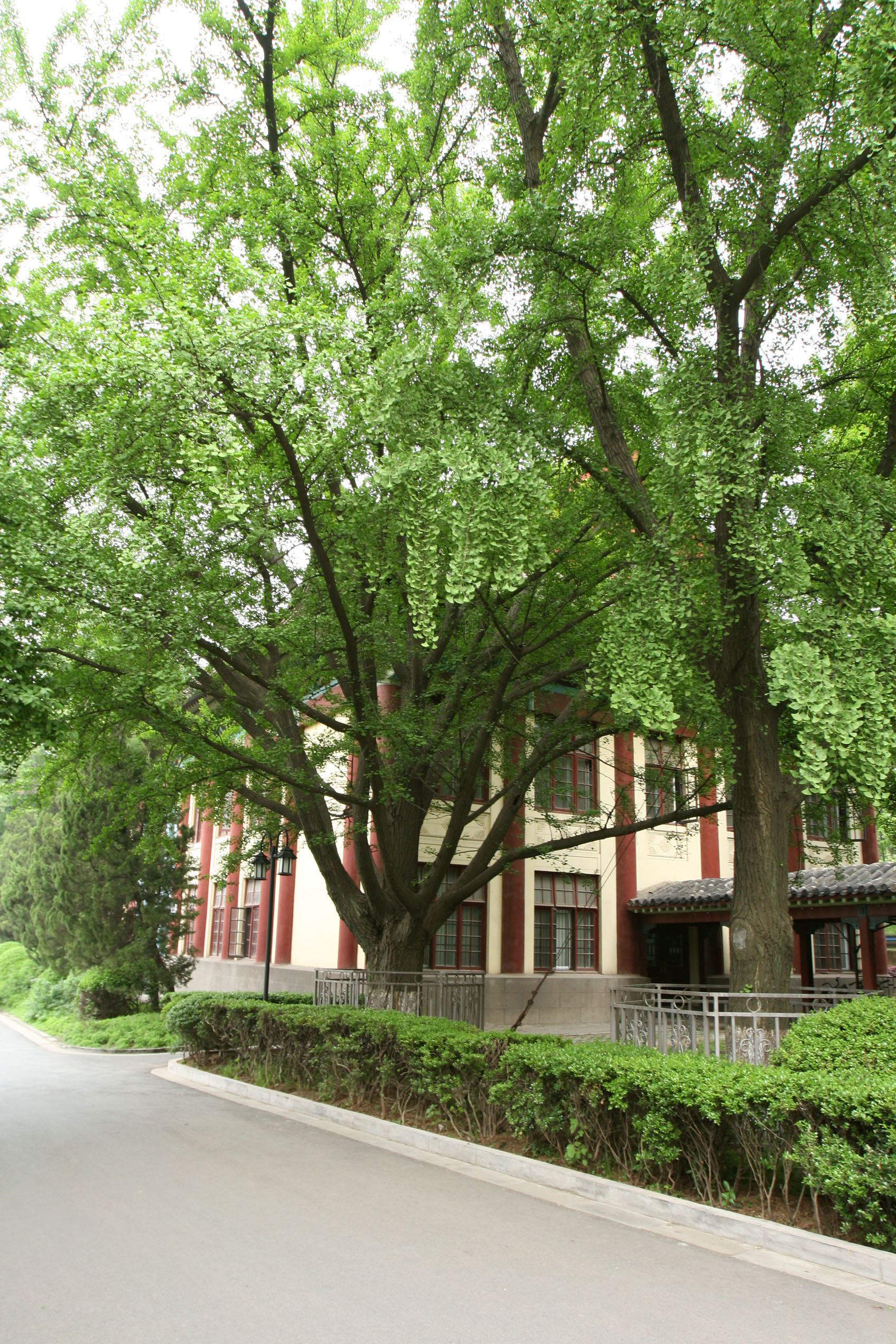
校内两棵高大的银杏树

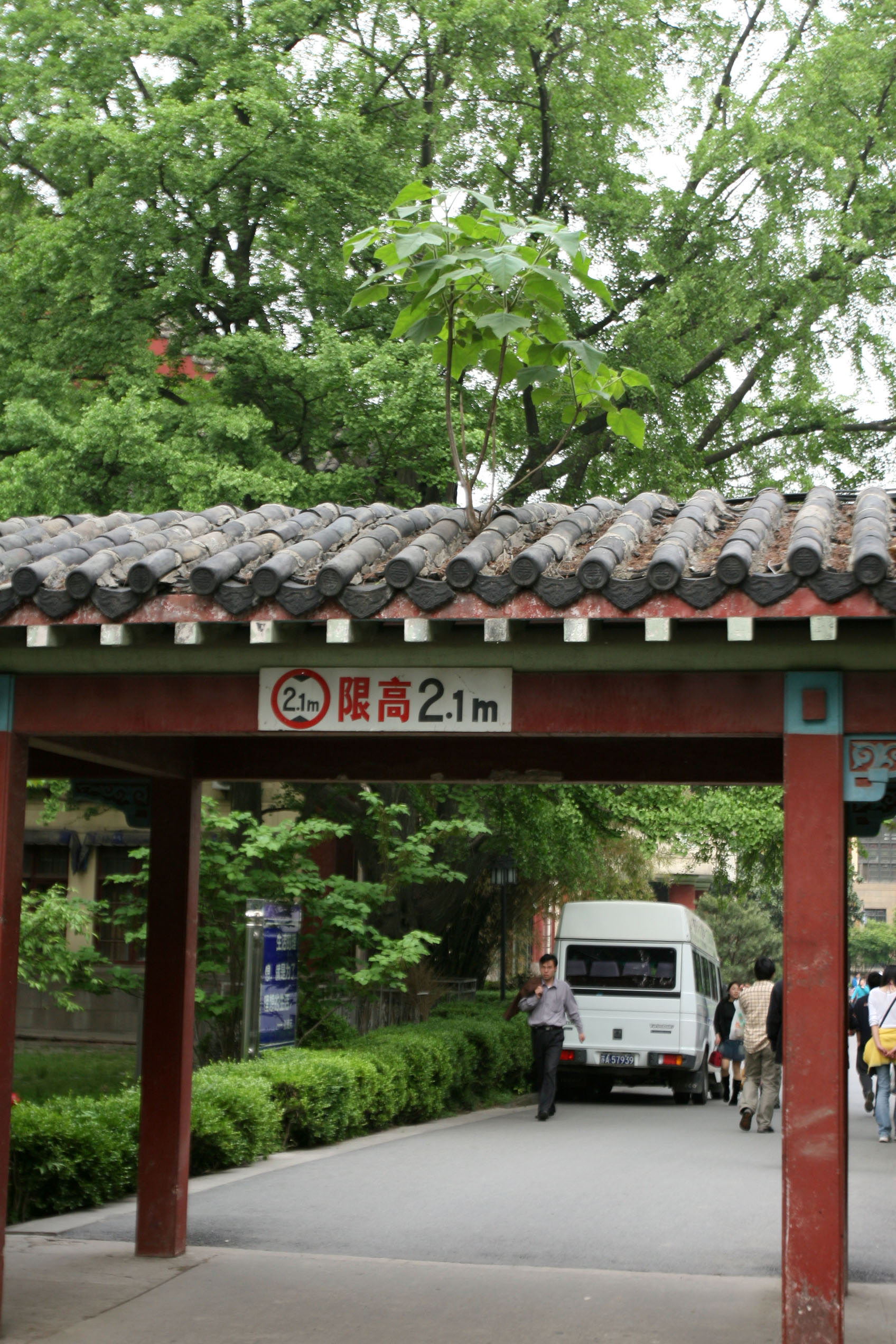
南师大特色的跨路走廊，民国建筑

#### 院系調整前教育科/师范科负责人
- 1905- 李瑞清（两江优级师范学堂监督兼长教育）
- 1914- 江谦（南京高等师范学校校长兼长教育）
- 1917-1923 陶行知（南京高等师范学校教育专修科、国立东南大学教育科主任）
- 1923-192#  徐养秋（国立东南大学教育科主任）
- 1927-1928 郑宗海（第四中山大学、江苏大学、中央大学教育学院院长）
- 1928-1929 韦悫（中央大学教育学院院长）
- 1930-1931 孟宪承（中央大学教育学院院长）
- 1931-1932 程其保（中央大学教育学院院长）
- 1932-1933 黄建中（中央大学教育学院院长）
- 1933-1934 艾伟（中央大学教育学院院长）
- 1935-1936 常导之（中央大学教育学院院长）
- 1937-1938 艾伟（中央大学教育学院院长）
- 193#-193# 邵鹤亭（中央大学教育学院院长）
- 193#-19## 孙本文（中央大学教育学院院长、师范学院院长）
- 1946-1947 罗炳之（中央大学师范学院院长）
- 1947-1949 徐养秋（中央大学师范学院院长）
- 1949-1952 陈鹤琴（中央大学、南京大学师范学院院长）

#### 独立建校后校长
- 1952-1963 陈鹤琴
- 1963-1978 华诚一
- 1978-1983 杨巩
- 1983-1992 归鸿
- 1992-1996 谈凤梁
- 1996-2002 公丕祥
- 2002-2014 宋永忠
- 2014-2017 胡敏强
- 2017-2022 陈国祥
- 2022- 华桂宏

## 院系
| - 文学院 - 新闻与传播学院 - 公共管理学院 - 法学院 - 商学院 - 教育科学学院 - 外国语学院 - 社会发展学院 - 数学科学学院 - 物理科学与技术学院 | - 化学与材料科学学院 - 生命科学学院 - 地理科学学院 - 音乐学院 - 体育科学学院 - 美术学院 - 金陵女子学院 - 电气与自动化工程学院 - 能源与机械工程学院 - 教师教育学院 | - 国际文化教育学院 - 计算机与电子信息学院又名人工智能学院 - 心理学院 - 马克思主义学院 - 环境学院 - 海洋科学与工程学院 - 食品与制药工程学院 - 强化培养学院 - 中北学院 - 泰州学院 |

## 教学科研

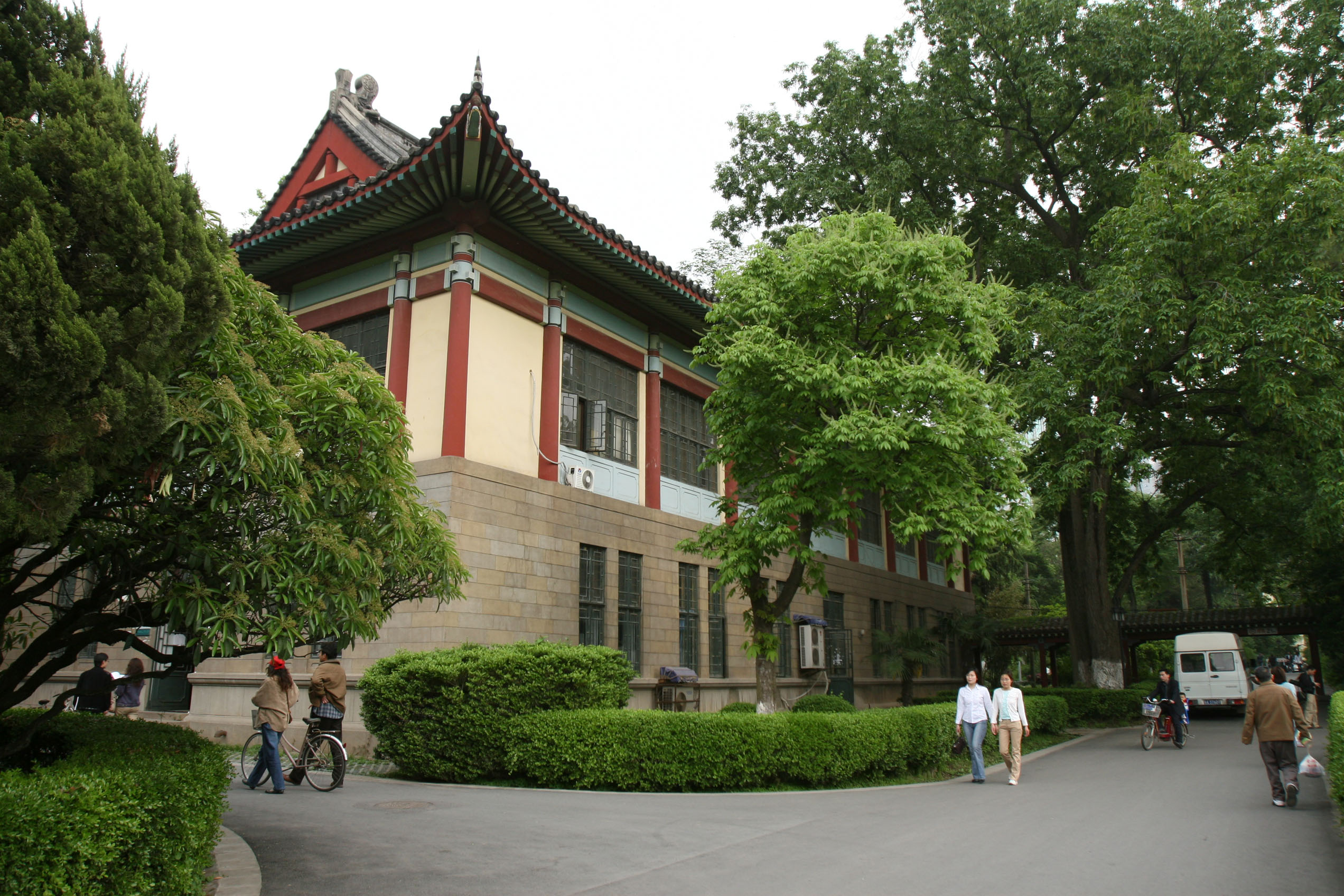

南京师范大学拥有国家“双一流”建设学科1个（地理学）、国家重点学科6个、国家重点（培育）学科3个，江苏高校优势学科14个，“十四五”江苏省重点学科9个，马克思主义学院入选全国第三批重点马克思主义学院。2011年成立研究生院。拥有博士学位授权一级学科25个、博士学位授权二级学科专业（不含一级学科覆盖）1个，硕士学位授权一级学科42个，博士专业学位类别1个，硕士专业学位类别25个，2022年本科招生专业（类）58个，共涵盖79个专业，博士后科研流动站22个。学科已涉及哲、经、法、教、文、史、理、工、农、医、管、艺和交叉学科等门类。化学、工程学、植物与动物学、农业科学、材料科学、地球科学、环境科学/生态学、数学、社会科学总论、计算机科学、生物学与生物化学、物理学、临床医学等13个学科跻身ESI全球前1%。

## 校园与设施
南京师范大学校园目前由随园校区、仙林校区、紫金校区三个校区构成。其中紫金校区已于2019年7月2日停止教学运营。升级改造后的南师大玄武科技园于2020年10月竣工；随园校区为第六批全国重点文物保护单位——金陵女子大学旧址所在。
南京师范大学敬文图书馆藏书250万余册，为江苏省第三大图书馆。
|  |  |  |  |  |

## 著名校友
- 陈鹤琴
- 吴贻芳
- 徐悲鸿
- 张大千
- 陈之佛
- 傅抱石
- 张耀奇
- 陈邦杰
- 李旭旦
- 高觉敷
- 罗炳之
- 唐圭璋
- 张近东
- 惠若琪
- 龚翔宇
- 张常宁
- 王辰玥
- 葛军
- 張凌赫